# Bojowa prędkość ekonomiczna okrętu
Bojowa prędkość ekonomiczna okrętu – prędkość osiągana przez okręt przy najmniejszym zużyciu paliwa na milę, normalnym zanurzeniu i pracy wszystkich środków bojowych i technicznych oraz przy reżimach zapewniających jego pełną gotowość bojową.